# Inmigración lituana en Venezuela
La inmigración lituana en Venezuela es el movimiento migratorio de ciudadanos provenientes de Lituania hacia Venezuela.

## Historia
La migración lituana a Venezuela tuvo lugar por primera vez durante la década de 1940, cuando la mayoría de los ciudadanos lituanos se fueron a causa de la Segunda Guerra Mundial y llegaron por primera vez a través de un buque por el puerto de La Guaira en junio de 1947 procedente del puerto alemán de Bremen, con 850 personas a bordo, que fueron trasladadas a Caracas. De los 850 ocupantes del barco, 301 eran yugoslavos (en su mayoría croatas), 189 ucranianos y en menor cuantía: húngaros, lituanos, griegos, rumanos, búlgaros, estonios y checoslovacos.
Hasta febrero de 1948 prosiguió el transporte de refugiados y desplazados de origen polaco, húngaro, rumano, yugoslavo, ucraniano, letón, estonio, lituano y ruso, principalmente. Según el último censo en Venezuela actualmente viven unos 143 ciudadanos lituanos.

## Venezolanos de ascendencia lituana
- Silvia Martínez, Modelo y reina de belleza, ganadora del Miss Venezuela 1985.
- Ly Jonaitis, modelo y reina de belleza, ganadora del Miss Venezuela 2006